# Hispasat AG1
Hispasat Advanced Generation 1 (Hispasat AG1), également appelé Hispasat 36W-1, est un satellite de télécommunications espagnol qui fait partie de la flotte Hispasat. Il a été lancé avec succès en GTO par une fusée Soyouz le 28 janvier 2017 depuis le Centre spatial guyanais.
Le satellite dessert l'Espagne, le Portugal et les Amériques.